# Żodyń
Żodyń (prononciation : [ˈʐɔdɨɲ]) est un village polonais de la gmina de Siedlec dans le powiat de Wolsztyn de la voïvodie de Grande-Pologne dans le centre-ouest de la Pologne.
Il se situe à environ 2 kilomètres au sud de Siedlec (siège de la gmina), à 10 kilomètres à l'ouest de Wolsztyn (siège de la gmina et du powiat) et à 71 kilomètres au sud-ouest de Poznań (capitale régionale).

## Histoire
De 1975 à 1998, le village faisait partie du territoire de la voïvodie de Zielona Góra.

Depuis 1999, Żodyń est situé dans la voïvodie de Grande-Pologne.
Le village possède une population de 727 habitants en 2014.